# Маслов Віктор Борисович
Ві́ктор Бори́сович Ма́слов (нар. 31 березня 1949, Петропавловськ-Камчатський, СРСР) — радянський футболіст та український футбольний тренер, півзахисник відомий за виступами у складі київського «Динамо», одеського «Чорноморця», дніпропетровського «Дніпра» та низки інших український клубів. Після завершення активних виступів розпочав тренерську кар'єру, тривалий час працював у дніпродзержинській «Сталі». Майстер спорту СРСР (1973). Кавалер ордена «За заслуги» II і III ст.

## Відзнаки та нагороди
Командні трофеї
- Переможець Кубка володарів кубків УЄФА (1): 1974/75
- Чемпіон СРСР (1): 1974
- Бронзовий призер першої ліги чемпіонату СРСР (2): 1971, 1972
- Володар Кубка СРСР (1): 1974

Індивідуальні відзнаки
- Майстер спорту СРСР (1973)

Державні нагороди
- Орден «За заслуги» II[1] (14 жовтня 2020) і III ст. (29 травня 2015) — за вагомі особисті заслуги у розвитку і популяризації вітчизняного футболу, піднесення міжнародного спортивного престижу України та з нагоди 40-річчя перемог у фінальних матчах Кубка володарів кубків і Суперкубка УЄФА, здобутих під керівництвом головного тренера футбольного клубу «Динамо» Київ", Героя України Лобановського Валерія Васильовича[2]